# Крушинница мучнистая
Крушинница мучнистая (Gonepteryx farinosa) — дневная бабочка из семейства белянок (Pieridae).

## Описание
Передние крылья у самцов на верхней стороне покрыты оттопыренными чешуйками, создавая эффект мучного налёта. С этой особенностью и связано видовое латинское название вида. Вершина передних крыльев вытянута в острый зубец, задние крылья также с зубцом на жилке Cu1. 

## Ареал
Турция, Греция, Южная Болгария, Армения, Грузия, Закавказье, горы Средней Азии. В горах поднимается на высоты до 1500 м.

## Биология
Время лёта с марта по июль. Кормовые растения гусениц: Rhamnus, Zizyphus, Paliurus.